# Sebastian Moll (Autor)
Sebastian Moll (* 3. September 1964 in Frankfurt am Main) ist ein deutsch-amerikanischer Journalist und Buchautor.

## Leben und Wirken
Sebastian Moll studierte in Frankfurt am Main und New York Amerikanistik und Philosophie. Neben seiner Tätigkeit am Zentrum für Nordamerikaforschung in Frankfurt begann er 1994 als Reporter für die Frankfurter Allgemeine Zeitung zu arbeiten.
Bis 2002 arbeitete Moll als Sportredakteur und Sportreporter und begleitete für Publikationen wie die FAZ, die Financial Times Deutschland, die Frankfurter Rundschau, die taz, Die Zeit und den Berliner Tagesspiegel Ereignisse wie die Tour de France, die Super Bowl, den Ironman Triathlon und die US Basketball-Liga NBA.
Seit 2002 lebt Moll als Journalist in New York und Frankfurt. Er berichtet über amerikanische Kultur, Gesellschaft und Politik. Seine Beiträge erscheinen in der Frankfurter Rundschau, der Jüdischen Allgemeine, der Süddeutschen Zeitung, Zeit Online, Cicero, dem Kunstmagazin Monopol, dem Stern, dem Deutschlandfunk, der taz, u. a. Von 2019 bis 2024 war Moll USA-Korrespondent für den Focus und begleitete die Wahlkämpfe von 2020 und 2024.
Darüber hinaus verfasst Moll Sachbücher und Reiseführer. Zuletzt erschien von ihm eine Biografie des Radsportlers Jan Ullrich, ein Essayband über New York sowie der persönliche Essay „Das Würfelhaus – Mein Vater und die Architektur der Verdrängung“. Das Buch, im Inselverlag erschienen, setzt sich mit der Generationserfahrung der Kinder der Kriegskinder auseinander, mit dem unverarbeiteten Trauma der Flakhelfergeneration, sowie der Verdrängung der Nazivergangenheit in der Nachkriegszeit, wie sie sich speziell in der deutschen Städteplanung nieder schlug.
In seiner Jugend war Moll als Leistungsschwimmer in der Bundesligamannschaft des DSW 1912 Darmstadt aktiv und leistete seinen Wehrdienst in der Sportschule der Bundeswehr.

## Buchveröffentlichungen
- Das Würfelhaus: Mein Vater und die Architektur der Verdrängung, 2024, Insel Verlag, ISBN 978-3-458-64453-8
- Ulle. Geschichte eines tragische Helden, Delius Klasing 2024, ISBN 978-3-66712943-7
- Lesereise New York – Geschichten aus einer Stadt am Scheideweg, Picus Verlag 2025, ISBN 978-3-7117-1114-4
- DUMONT Reise-Taschenbuch Reiseführer New York, 2023, ISBN 978-3-61600732-8
- Baedeker New York, 2024, ISBN 978-3-57500109-2
- DUMONT direkt Reiseführer New York, 2024, ISBN 978-3-61600040-4